# Maggie Baird
Maggie May Baird (Fruita, 29 de março de 1959) é uma atriz americana. Ela nasceu e foi criada na cidade de Fruita, Colorado e estudou teatro e dança na Universidade de Utah, antes de se mudar para a cidade de Nova York, onde se apresentou na Broadway. Sua primeira aparição na televisão foi em 1981, participando da série Outro Mundo. sua estreia no cinema foi feita no longa de 1989 chamado Um Homem Inocente.
Após se mudar para a cidade de Los Angeles em 1991, Baird tornou-se membro e professora de improvisação na escola The Groundlings. Ela atuou em séries de televisão como Bones, The X-Files e Six Feet Under, e interpretou as vozes de Samara na série de videogame Mass Effect, e vários personagens na série de jogos Saints Row. Em 2009, Maggie lançou seu primeiro álbum de estúdio, We Sail.
Após casar-se com Patrick O'Connell no ano de 1995, Baird teve dois filhos, os músicos Finneas O'Connell e Billie Eilish. Introduzindo-os para o mundo do audiovisual, ela escreveu e atuou o filme Life Inside Out com Finneas no ano de 2013, que fez com que Maggie fosse aclamada pelos críticos por sua performance. Já no ano de 2016, editou o videoclipe da canção "Six Feet Under", criada pelos irmãos e interpretada por Billie.